# Promozione Trentino-Alto Adige 1976-1977
Nella stagione 1976-1977 la Promozione era il quinto livello del calcio italiano (il massimo livello regionale). Qui vi sono le statistiche relative al campionato in Trentino-Alto Adige.
Il campionato è strutturato in vari gironi all'italiana su base regionale, gestiti dai Comitati Regionali di competenza. Promozioni alla categoria superiore e retrocessioni in quella inferiore non erano sempre omogenee; erano quantificate all'inizio del campionato dal Comitato Regionale secondo le direttive stabilite dalla Lega Nazionale Dilettanti, ma flessibili, in relazione al numero delle società retrocesse dal Campionato Interregionale e perciò, a seconda delle varie situazioni regionali, la fine del campionato poteva avere degli spareggi sia di promozione che di retrocessione.

## Squadre partecipanti
| Squadra                      | Città                              |
| ---------------------------- | ---------------------------------- |
| U.S. Arco                    | Arco (TN)                          |
| S.S. Condinese               | Condino (TN)                       |
| U.S. Dolomitica              | Predazzo (TN)                      |
| U.S. Gardolo                 | Trento (TN)                        |
| A.S. Laives / Leifers        | Laives (BZ)                        |
| A.C. Merano                  | Merano (BZ)                        |
| U.S. Mori                    | Mori (TN)                          |
| U.S. Oltrisarco              | Bolzano (BZ)                       |
| U.S. Passirio                | Merano (BZ)                        |
| A.C. Riva del Garda          | Riva del Garda (TN)                |
| U.S. Rotaliana               | Mezzolombardo (TN)                 |
| U.S. Salorno / Salurn        | Salorno (BZ)                       |
| F.C. San Paolo / Sankt Pauls | Appiano sulla Strada del Vino (BZ) |
| U.S. Stadium O.M.T.          | Pergine Valsugana (TN)             |
| U.S. Termeno / Tramin        | Termeno (BZ)                       |
| A.S. Virtus Don Bosco        | Bolzano (BZ)                       |

## Classifica finale
|  | Pos. | Squadra                 | Pt  | G   | V   | N   | P   | GF  | GS  | DR  |
|  | ---- | ----------------------- | --- | --- | --- | --- | --- | --- | --- | --- |
|  | 1.   | Rotaliana               | 47  | 30  | 17  | 13  | 0   | 42  | 12  | +30 |
|  | 2.   | Termeno / Tramin        | 39  | 30  | 14  | 11  | 5   | 49  | 22  | +27 |
|  | 3.   | Passirio                | 38  | 30  | 15  | 8   | 7   | 50  | 30  | +20 |
|  | 4.   | Dolomitica              | 35  | 30  | 9   | 17  | 4   | 33  | 27  | +6  |
|  | 5.   | Merano                  | 33  | 30  | 10  | 13  | 7   | 40  | 27  | +13 |
|  | 6.   | Gardolo                 | 29  | 30  | 9   | 11  | 10  | 26  | 31  | -5  |
|  | 6.   | Virtus Don Bosco        | 29  | 30  | 10  | 9   | 11  | 30  | 47  | -17 |
|  | 8.   | Salorno / Salurn        | 28  | 30  | 9   | 10  | 11  | 29  | 29  | 0   |
|  | 8.   | Stadium I.S.I.          | 28  | 30  | 8   | 12  | 10  | 44  | 47  | -3  |
|  | 8.   | San Paolo / Sankt Pauls | 28  | 30  | 8   | 12  | 10  | 31  | 42  | -11 |
|  | 11.  | Riva del Garda          | 27  | 30  | 7   | 13  | 10  | 26  | 31  | -5  |
|  | 11.  | Arco                    | 27  | 30  | 6   | 15  | 9   | 22  | 31  | -9  |
|  | 13.  | Oltrisarco              | 25  | 30  | 8   | 9   | 13  | 34  | 40  | -6  |
|  | 14.  | Laives / Leifers        | 25  | 30  | 8   | 9   | 13  | 31  | 39  | -8  |
|  | 15.  | Mori                    | 23  | 30  | 5   | 13  | 12  | 23  | 39  | -16 |
|  | 16.  | Condinese               | 19  | 30  | 5   | 9   | 16  | 33  | 49  | -16 |
|  |      |                         | 480 | 480 | 148 | 184 | 148 | 543 | 543 | 0   |